# Ananas ananassoides
Ananas ananassoides – gatunek z rodziny bromeliowatych (Bromeliaceae). Pochodzi z tropikalnych obszarów Ameryki Południowej po wschodniej stronie Andów (Brazylii, Paragwaju, Wenezueli) oraz z Ameryki Środkowej.